# Clossiana youngi
Clossiana youngi är en fjärilsart som beskrevs av Holland 1900. Clossiana youngi ingår i släktet Clossiana och familjen praktfjärilar. Inga underarter finns listade i Catalogue of Life.